# Pilot (Glee)
"Pilot" is de proefaflevering van de Amerikaanse televisieserie Glee, die op 19 mei 2009 in de Verenigde Staten voor het eerst door FOX werd uitgezonden. De serie gaat over een koor op een middelbare school, beter bekend als een glee club, in Lima in de Amerikaanse staat Ohio. In de proefaflevering worden de hoofdpersonages geïntroduceerd. Deze aflevering werd geregisseerd door de schrijver Ryan Murphy. Murphy koos ook de muziek. De aflevering werd door 9,619 miljoen mensen bekeken.

## Verhaal
Wanneer de leraar Spaans Will Schuester (Matthew Morrison) hoort dat Sandy Ryerson (Stephen Tobolowsky), het hoofd van de glee club, ontslagen is vanwege seksuele intimidatie van een mannelijke leerling, wil hij de club overnemen. De directeur van de school, Figgins (Iqbal Theba), geeft hem daarvoor toestemming, waarna Will besluit de naam van de club te veranderen in New Directions. Na audities bestaat de club uit Rachel Berry (Lea Michele), Mercedes Jones (Amber Riley), Kurt Hummel (Chris Colfer), Artie Abrams (Kevin McHale) en Tina Cohen-Chang (Jenna Ushkowitz). De pogingen van Will om de club weer succesvol te maken, worden belachelijk gemaakt door Sue Sylvester (Jane Lynch), de coach van de cheerleaders (de Cheerios). Ook zijn vrouw Terri (Jessalyn Gilsig) juicht hem niet toe. Ze stelt hem zelfs voor om boekhouder te worden, zodat er meer geld binnenkomt. Wanneer Rachel de club dreigt te verlaten, zorgt Will er op sluwe wijze voor dat Finn Hudson (Cory Monteith) zich bij de New Directions aansluit.

## Muziek
- "Shining Star"
- "Where Is Love?"
- "Respect"
- "Mr Cellophane"
- "I Kissed a Girl"
- "On My Own"
- "Sit Down, You're Rockin' the Boat"
- "Can't Fight This Feeling"
- "Lovin', Touchin', Squeezin'"
- "You're the One That I Want"
- "Rehab"
- "Leaving on a Jet Plane"
- "Don't Stop Believin'"

## Prijzen en nominaties
| Soort prijs                      | Jaar | Categorie                                                                                 | Genomineerde                                                 | Resultaat   |
| -------------------------------- | ---- | ----------------------------------------------------------------------------------------- | ------------------------------------------------------------ | ----------- |
| Teen Choice Award                | 2009 | Choice TV: Breakout Series, Choice TV                                                     | Glee                                                         | Genomineerd |
| Teen Choice Award                | 2009 | Choice TV: Breakout Star Male                                                             | Cory Monteith                                                | Genomineerd |
| Teen Choice Award                | 2009 | Choice TV: Breakout Star Female                                                           | Lea Michele                                                  | Genomineerd |
| Directors Guild of America Award | 2009 | Directors Guild of America Award for Outstanding Directorial Achievement in Comedy Series | Ryan Murphy                                                  | Genomineerd |
| Casting Society of America       | 2009 | Artios Award                                                                              | Robert J. Ulrich, Eric Dawson, Carol Kritzer en Jim Carnahan | Gewonnen    |
| Art Directors Guild Award        | 2009 | Single Camera Television Series                                                           | Mark Hutman                                                  | Genomineerd |
| Golden Reel Award                | 2009 | Best Sound Editing: Short Form Music in Television                                        | David Klotz                                                  | Gewonnen    |
| Emmy Awards                      | 2009 | Beste Comedy series "Episode:Pilot"                                                       | Glee                                                         | Genomineerd |